# Enrique Ortúzar
Enrique Cornelio Ortúzar Escobar (Santiago, 7 de noviembre de 1914-ibidem, 26 de febrero de 2005) fue un abogado, académico y político chileno. Se desempeñó como ministro de Estado durante el gobierno del presidente Jorge Alessandri Rodríguez (1958-1964).
De pensamiento marcadamente conservador, fue el elegido por el general Augusto Pinochet para liderar el proceso que permitió concebir el texto constitucional que desde 1980 rige a su país.

## Familia y estudios
Nació en Santiago de Chile el 17 de noviembre de 1914, hijo de Laura Escobar Smith y del agricultor y político conservador Enrique Ortúzar Vergara, quien fuera alcalde de Teno en 1918. Su hermano Ramón, fue médico cirujano.
Realizó sus estudios primarios y secundarios en el Instituto Andrés Bello, continuando los estudios superiores en la carrera de derecho en la Pontificia Universidad Católica (PUC) y en la Universidad de Chile, egresando en 1939. Alumno aventajado en su generación, obtuvo el Premio Tocornal, el cual distingue al mejor egresado de la promoción en esa facultad de derecho. Fue autor de una memoria de grado sobre la inobservancia de la ley en relación con los actos jurídicos, con posterioridad ocupó una cátedra de derecho civil en esa casa de estudios.
Se casó con Luz Santa María Ovalle, con quien tuvo cinco hijos; Álvaro Andrés (abogado), Enrique (ingeniero), Luz, Margarita y Jorge Ramón (ingeniero, secretario general de la Sociedad de Fomento Fabril [Sofofa] en 2016).

## Vida pública
Trabajó en el Senado chileno, concretamente en la Secretaría de la Comisión de Constitución, Legislación, Justicia y Reglamento. Con posterioridad, el 3 de noviembre de 1958 el presidente Jorge Alessandri lo llamó a ocupar simultáneamente los cargos de secretario general de Gobierno y de ministro del Interior. El primero lo desempeñó hasta el final del gobierno, el 3 de noviembre de 1964; mientras que el segundo, sirvió en el hasta el 19 de enero de 1959, fecha en que renunció aduciendo motivos de salud. Volvió a asumir la cartera de Interior, de manera provisional, entre el 28 de abril y el 2 de mayo de 1960, y entre los días 6 y 10 de noviembre del mismo, subrogando en ambos al titular, Sótero del Río. De la misma manera, el 5 de septiembre de 1960, fue nombrado como titular del Ministerio de Justicia —el cual también fungió hasta el final de la administración—, y entre el 7 de julio y el 26 de agosto de 1961, le correspondió subrogar al entonces ministro de Relaciones Exteriores, también subrogante, Sótero del Río. El 14 de septiembre de 1963, fue nombrado como titular en propiedad del Ministerio de Relaciones Exteriores, cumpliendo esta última función hasta el 17 de diciembre del mismo año. En 1970 formó el Movimiento Independiente Alessandrista (MIA) en apoyo a la candidatura presidencial del exmandatario de ese mismo año.
Tras el golpe de Estado de 1973, colaboró con la Junta Militar de Gobierno liderada por el general Augusto Pinochet, siendo tempranamente llamado a presidir la Comisión de Estudios de la Nueva Constitución, conocida habitualmente como Comisión Ortúzar. En esa instancia hizo gala de su pensamiento conservador, instando por una visión particular de la democracia, protegida contra los peligros que la derecha chilena atribuía al marxismo, o reflotando reformas que no habían podido adoptarse durante el gobierno de Jorge Alessandri, como la integración del Senado por miembros no electos por voto popular.
Integró, además, el Consejo de Estado de 1976, encargado de revisar la obra de la Comisión Ortúzar. En esa línea, el 18 de octubre de 1978 le hizo entrega a la Junta de Gobierno el proyecto de nueva Constitución. Su responsabilidad en el actual diseño institucional chileno es, pues, importante. Sobre su labor en la redacción de la Constitución de 1980, dijo al respecto:

"El plebiscito 1980 es perfectamente legítimo porque ha sido convocado por la autoridad legítima: el gobierno militar que asumió en virtud de la legítima rebelión del pueblo de Chile. Es legítimo porque el pueblo va a tener la posibilidad de expresar con libertad, en un voto secreto, e informado, su decisión frente al planteamiento que se somete a su consideración"
Apsi, 21 octubre 1980.

A partir de 1982 y por un lapso de ocho años, fue ministro del Tribunal Constitucional (TC) instituido por la Constitución de 1980, a quien le corresponde velar por su recta aplicación.
Entre otras actividades, fue socio del Club de La Unión y del Club de Polo. Falleció en Santiago el 26 de febrero de 2005, a los 90 años.